# Verschil (verzamelingenleer)
In de wiskunde is het verschil van twee verzamelingen {\displaystyle A} en {\displaystyle B}, ook verschilverzameling of relatief complement geheten, de verzameling die bestaat uit de elementen van {\displaystyle A} die geen element van {\displaystyle B} zijn. De verschilverzameling van {\displaystyle A} en {\displaystyle B} wordt geschreven als: {\displaystyle A\setminus B} of ook als {\displaystyle A-B}.

## Definitie
De verschilverzameling of het verschil van de verzamelingen {\displaystyle A} en {\displaystyle B} is de verzameling
{\displaystyle A\setminus B=\{x\in A\mid x\not \in B\}}
Dat betekent dat {\displaystyle x} een element is van {\displaystyle A\setminus B} dan en slechts dan als {\displaystyle x} een element is van {\displaystyle A} en {\displaystyle x} niet een element is van {\displaystyle B}.
Met behulp van de begrippen doorsnede en complement kan het verschil ook gedefinieerd worden:
{\displaystyle A\setminus B=A\cap B^{c}}
Zo is de verschilverzameling van de verzamelingen {1, 2, 3} en {2, 3, 4} de verzameling {1}.
Merk op dat dit een asymmetrische operatie is (tenzij {\displaystyle A=B}): :{\displaystyle A\setminus B\neq B\setminus A}

## Symmetrisch verschil
Alle elementen die alleen in de ene of alleen in de andere verzameling voorkomen verschijnen in de vereniging van de twee verschilverzamelingen, die
het symmetrische verschil wordt genoemd. Dit wordt genoteerd als
{\displaystyle A\Delta B=(A\setminus B)\cup (B\setminus A)}